# Provinz Noto

Provinz Noto rot markiert

Noto (jap. 能登国, Noto no kuni) oder Nōshū (能州) war eine der historischen Provinzen Japans. Sie lag auf der gleichnamigen Halbinsel im Gebiet der heutigen Präfektur Ishikawa. Noto grenzte an die Provinzen Etchū und Kaga.

## Geschichte
Die Provinz entstand 718 durch Ausgliederung aus der Provinz Echizen, wurde 741 mit Etchū zusammengelegt und schließlich 757 wieder eigenständig. Das 934 erschienene Wörterbuch Wamyō Ruijushō bezeichnete den Autor Minamoto no Shitagō als Kokushi der Provinz Noto. Die alte Provinzhauptstadt (kokufu) befand sich während der Nara-Zeit im heutigen Nanao, möglicherweise im Stadtteil Furuko-machi, was „alte Provinzhauptstadt“ bedeutet, oder in Fuchū-machi, was eine spätere Bezeichnung für eine Provinzhauptstadt war. Der Provinztempel (kokubun-ji) befand sich im Stadtteil Kokubu-machi.
Während der Sengoku-Zeit war die Burg Nanao eine bedeutende Festung des Hatakeyama-Klans und war sowohl vom Uesugi-Klan als auch dem Maeda-Klan umkämpft. Unter dem Tokugawa-Shōgunat war das Gebiet ein Teil des vom Maeda-Klan beherrschten Lehens Kaga, mit Ausnahme einiger verstreuter kleiner Besitzungen, die dem Shōgunat direkt als Tenryō-Territorium unterstanden und von Hatamoto für strategische Zwecke verwaltet wurden.

## Umfang
Die Provinz Noto umfasste folgende spätere Landkreise (gun):
- Fugeshi (鳳至郡)
- Hakui (羽咋郡)
- Kashima (鹿島郡)
- Suzu (珠洲郡)